# Saint-Symphorien-des-Bois
Saint-Symphorien-des-Bois är en kommun i departementet Saône-et-Loire i regionen Bourgogne-Franche-Comté i östra Frankrike. Kommunen ligger i kantonen La Clayette som tillhör arrondissementet Charolles. År 2022 hade Saint-Symphorien-des-Bois 412 invånare.

## Befolkningsutveckling
Antalet invånare i kommunen Saint-Symphorien-des-Bois
| Referens: INSEE |